# Tænketank
En tænketank (på engelsk også kendt under den mere officielle betegnelse policy institute) er en gruppe eller organisation, der giver råd og bringer nye ideer på banen inden for et bestemt område, ofte inden for kategorierne samfundsforhold, politik, erhvervsliv, teknologi eller sikkerhedspolitik. Men en tænketank kan i princippet beskæftige sig med ethvert tænkeligt område. En tænketank kan være knyttet til politiske partier, erhvervsorganisationer, universiteter, militære organisationer eller andre institutioner. Den kan også være finansieret gennem sponsorater fra virksomheder, privatpersoner, fonde, gennem konsulentvirksomhed m.v. Dermed kan tænketanke også både fungere i privat og offentligt regi. Begrebet er i det hele taget lidt flydende, da enhver organisation jo kan benævne sig selv en tænketank. Normalt henviser begrebet til organisationer, som beskæftiger teoretikere og akademikere, der producerer anvendte analyser og giver politiske råd. Lejlighedsvis bedriver større tænketanke egentlig forskning.

## Historie
Ordet tænketank blev først almindeligt i 1960'erne, men som konstruktion har tænketanke eksisteret længe. Det engelske Fabian Society fra 1884 og den amerikanske Brookings Institution fra 1916 er eksempler på tidlige tænketank-lignende institutioner.
Under 2. verdenskrig blev NGO’er, der ydede militærrådgivning, kaldt for ’brain boxes’ (hjernekasser). Før eksisterede der ikke ord for sådanne organisationer. Under krigen var ordet tænketank (think tank) amerikansk slang for de rum, hvor krigsstrategierne blev udtænkt. Først i begyndelsen af 1960'erne ændrede ordet betydning til det, vi kender i dag.
Indtil omkring 1970 var der ikke mere end et par og tyve tænketanke, der for de flestes vedkommende var organisationer, der ydede militær og politisk rådgivning til USA's regering. Efter 1970 eksploderede antallet af tænketanke. De nye tænketanke beskæftigede sig med mange forskellige emner, anskuet under mange forskellige synsvinkler.

## Tænketanke internationalt
Mange tænketanke har et ideologisk udgangspunkt i eksempelvis liberalismen, konservatismen eller socialismen og udvikler analyser vedrørende samfundet med ideologisk funderede politikforslag baseret på det pågældende udgangspunkt. Formålet med disse tænketanke er at påvirke den politiske dagsorden i den retning, tænketanken finder mest hensigtsmæssig. Det sker gennem medierne og i nogle tilfælde gennem reel politisk lobbyisme.
Kritikere hævder, at analyser fra tænketanke ikke er noget værd, fordi tænketanke udelukkende har til formål at fremme visse ideologiske værdier. Private tænketankes troværdighed står og falder således ikke kun med, at de kan fungere uafhængigt af økonomiske interesser. De må også være uafhængige af partipolitiske interesser, ligesom deres analyser skal være sagligt uangribelige. I nogle tilfælde kan skillelinjen mellem tænketank og interesseorganisation være svær at skelne.
Især i Storbritannien og USA spiller tænketankene en meget fremtrædende rolle. Her har tænketanke stor indflydelse på både indenrigs- og udenrigspolitikken.
I USA har tænketanke som den uafhængige Brookings Institution og de konservative American Enterprise Institute og Heritage Foundation haft stor indflydelse på både den økonomiske politik og den udenrigspolitiske linje under præsidenter som Ronald Reagan, Bill Clinton og George W. Bush. Det har givet anledning til en del debat. I Storbritannien lancerede Adam Smith Institute begrebet "privatisering", som senere slog rod i hele den vestlige verden. Centre for Policy Studies blev stiftet i 1974 af den senere premierminister Margaret Thatcher og Sir Keith Joseph og markerede sig i værdidebatten, der forberedte det politiske skifte i Storbritannien efter den konservative valgsejr i 1979. Den mere venstreorienterede DEMOS har især haft indflydelse i 1990'erne under Tony Blairs regeringer.

## Danske tænketanke
Blandt de ældste danske tænketank-lignende institutioner er Arbejderbevægelsens Erhvervsråd (AE), der blev stiftet i 1936 og er både en tænketank og et analyseinstitut med tilknytning til fagbevægelsen.
Institutter og opinionsdannende organisationer, der undertiden omtales som tænketanke eller definerer sig selv som så, inkluderer blandt andre:
- Viden til Velfærd (VIVE) - "Det Nationale Forsknings- og Analysecenter for Velfærd" fra juli 2017. Denne enhed er en fusion mellem det tidligere Socialforskningsinstituttet (SFI) - "Det Nationale Forskningscenter for Velfærd" fra 1958 og KORA - "Det Nationale Institut for Kommuners og Regioners Analyse og Forskning" (der har rødder tilbage til 1975 gennem Amternes og Kommunernes Forskningsinstitut (AKF)).

- Det Økonomiske Råd fra 1962.
- Instituttet for Fremtidsforskning fra 1970.
- CASA fra 1986.

I nyere tid har ikke mindst den borgerlige tænketank CEPOS, stiftet i 2004, været synlig i samfundsdebatten. Generelt er mediernes brug af analyseinstitutter og tænketanke steget kraftigt i løbet af det 21. århundrede.
En undersøgelse fra 2013 over, hvor hyppigt 11 danske tænketanke optrådte i de landsdækkende medier, viste, at AE og CEPOS var de to mest citerede af de 11 med henholdsvis 26 og 23 % af det samlede antal optrædende gange. De øvrige ni nævnte tænketanke var SFI, Kraka, Det Etiske Råd, Concito, KORA, Cevea, Tænketanken DEA, Rockwool Fonden og Mandag Morgen.
Den første kortlægning over danske tænketanke er fra 2015, og viser en markant stigning i etableringen af antallet af nye danske tænketanke fra 1999 og frem til 2015. Opgøres både private og offentlige tænketanke er der i alt mere end 30 fungerende tænketanke i Danmark pr. 2020.